# ويد كامبل
ويد كامبل هو لاعب هوكي الجليد كندي، ولد في 2 يناير 1961 في نهر السلام ‏ في كندا.

## وصلات خارجية
- ويد كامبل على موقع دوري الهوكي الوطني (الإنجليزية)
- ويد كامبل على موقع قاعة مشاهير الهوكي (لاعب أن.إتش.أل) (الإنجليزية)
- ويد كامبل على موقع EliteProspects.com (الإنجليزية)
- ويد كامبل على موقع HockeyDB.com (الإنجليزية)
- ويد كامبل على موقع Hockey-Reference.com (الإنجليزية)